# Elena af Montenegro
Elena af Montenegro (født 8. januar 1873, død 28. november 1952 i Montpellier) var en dronning af Italien, dronning af Albanien og kejserinde af Etiopien, gift med kong Victor Emanuel 3. af Italien. 
Hun blev født som datter af kong Nikola I Petrović-Njegoš af Montenegro og Milena Vukotić. Hun blev gift med Viktor Emanuel den 24. oktober 1896. Ægteskabet arrangeredes for stor del for at undgå den i kongelige familier almindelige indavl mellem slægtninge. Hun måtte konvertere fra sin ortodokse tro til katolicisme inden brylluppet. Relationen til ægtefælden beskrives som lykkeligt, og Elena viste sig ofte ved hans side uden at fremhæve sig frem for ham. 
Hun blev dronning ved ægtefællens tronbestigelse i 1900. 1936-43 bar hun tillige titel af kejserinde af Etiopien og under okkupationen af Albanien titel af dronning af Albanien. 
Elena var populær i Italien gennem sin velgørenhed og sit humanitære virke. Hon besøgte ulykkesramte steder og var under de to verdenskrige aktiv som sygeplejerske. 1908 besøgte hun stedet for naturkatastrofen i Messina og organiserede efterfølgende en indsamling til fordel for ulykkens ofre. I 1937 fik hun udmærkelsen Den gyldne rose af paven. 
Elena var ikke politisk aktiv, men under 2. verdenskrig påvirkede hun dog, gennem sin ægtefælle Viktor Emanuel, Mussolini til at udråbe Montenegro til en autonom stat. På samme måde medvirkede hun til frigivelsen af sin slægtning Michael af Montenegro i 1943. Ved republikkens inførelse i 1947 rejste hun med ægtefællen til Egypten.

## Børn
- Jolanda Margherita af Savoyen (1901-1986) gift i 1923 med greve Calvi di Bergolo,
- Mafalda af Savoyen, (1902-1944) (død i koncentrationslejren Buchenwald) og gift i 1925 med prins Philipp af Hessen-Kassel,
- Umberto II af Italien (1904-1983)
- Giovanna af Italien (1907-2000) gift med Boris III af Bulgarien
- Maria af Savoyen (1914-2001) gift med prins Luigi af Bourbon-Parma